# Јакшићева кула
Јакшићева кула је кула на Београдској тврђави, на североисточном делу бедема који гледа према Дунаву. 

## Историјат
Подигнута је од камена и опеке почетком друге половине 15. века, највероватније када је саграђена и кула Небојша, у периоду између 1456. године и аустроугарског освајања града.
Кула је осмоугаоног облика и грађена је као топовска кула, која је била део одбрамбеног система београдског утврђеног града. Пречник куле је 4.90 метара, а унутрашњост је подељена дрвеним спратовима. Кула је имала пет спратова, а на сваком спрату се налазио топовски отвор и у кулу је могло да стане 10 до 15 топова.
Уклоњена је током велике реконструкције тврђаве коју је извео барон Никола Доксат де Морез за време аустријске владавине Београдом од 1717. до 1739. године.
У реконструкцији тврђаве 1937. године, Јакшићева кула је обновљена и тада је добила данашњи изглед. Пре тога се кула налазила у нивоу бедема и није била видљива са спољне стране, па је и нема на фотографијама насталим пре Првог светског рата.

## Костурница бранилаца Београда
У подножну Јакшићеве куле, налази се Костурница бранилаца Београда.
Ту су похрањени посмртни остаци учесника одбране Београда у Првом светском рату, односно током 1914. и 1915. године, који су након рата пронађени на обалама Саве и Дунава, као и на Дорћолу. Сахрањено је 3.529 идентификованих и 1.074 неидентификована учесника одбране града.
Костурница је направљена 1937. године, за време реконструкције тврђаве и изградње капеле Свете Петке, кад је приликом копања темеља за изградњу пронађен велики број костију војника погинулих војника. Костурница је обележена крстом који је направљен од топовских цеви. Постављена је и табла са натписом: ’’Овде почивају кости српских војника палих за веру, краља и отаџбину у борбама око Београда у рату 1914.-1918. год.’’
У записима из новина између два светска рата, наводи се да је сваке године на празник Мале Госпојине, слави цркве Ружице одржавао и велики парастос за погинуле војнике.

## У народној традицији
Јакшићева кула се назире у народној песми „Диоба Јакшића“, која говори о томе како браћа Дмитар и Богдан из српске племићке породице Јакшић, деле земљу: 
"Више б'јела града Бијограда, (...)
"Ђе дијеле браћа очевину,
"Јакшић Дмитар и Јакшић Богдане.— Диоба Јакшића
Кула Небојша се као Јакшићева се помиње у песми „Почетак буне против дахија“, коју је 1809. године спевао Филип Вишњић, а записао Вук Стефановић Караџић 1815. године:
Па од јада сви седам дахија
Пошеташе брижни невесели
Низ Небојшу кулу Јакшићеву— Почетак буне против дахија
Сима Милутиновић у својој песми у склопу „Пјевањима црногорским и херцеговачким“ записује:
’’Нити грми, нит се земља хори,
него брате, ударише Турци,
поробише Стојна Биограда,
до Небојше до Јакшића куле
и Јакшића кулу похараше,
још је, брате, огњем сажегоше,
старицу му мајку потурише,
Анђелију сестру заробише...’’